# Kritsada Changpad
Kritsada Changpad (né le 5 avril 1991 à Chiang Rai) est un coureur cycliste thaïlandais.

## Biographie
En 2015, il devient champion de Thaïlande sur route.
Durant l'été 2016, il intègre l'effectif de la formation indonésienne Singha Infinite. Avec cette équipe, il participe au Tour de Singkarak, où il s'impose sur la cinquième étape.

## Palmarès et résultats

### Palmarès par année
- 2014
  - 2e du championnat de Thaïlande sur route
- 2015
  -  Champion de Thaïlande sur route
- 2016
  - 5e étape du Tour de Singkarak

### Classements mondiaux
| Année         | 2014 | 2015 | 2016 | 2017 |
| ------------- | ---- | ---- | ---- | ---- |
| UCI Asia Tour | 126e | 81e  | 415e | 160e |